# Međeđa (Višegrad, BiH)
Međeđa je naselje u općini Višegrad, Republika Srpska, BiH.

## Zemljopis
Nalazi se na rijeci Drini, na magistralnom putu Sarajevo-Višegrad. Od Višegrada je udaljena oko petnaest kilometara.
U blizini Međeđe je ušće rijeke Lim u Drinu. Hidroakumulacijsko jezero hidroelektrane Višegrad je potopilo najveći dio sela, kroz koja je ranije prolazila uskotračna pruga i u Međeđi se presjedalo u vlak za Rudo i Priboj. Smještena na južnim padinama uz Drinu, Međeđa je bila poznata po kvalitetnim trešnjama. Veliki dio stanovnika je tijekom posljednjeg rata u BiH izbjegao iz Međeđe i u nju se vratio samo mali dio. Mjesto ima uvjete za razvoj turizma, jer jezero na Drini pruža uvjete za ribolov, vožnju čamcima i manjim brodovima.

## Stanovništvo
Nacionalni sastav stanovništva 1991. godine, bio je sljedeći:
| Narod       | Broj stanovnika |
| ----------- | --------------- |
| Muslimani   | 383             |
| Srbi        | 2               |
| Jugoslaveni | 1               |
| Ostali      | 1               |
| Ukupno      | 387             |

## Vanjske poveznice
- (srp.) Službena stranica općine Višegrad